# Manchester Phoenix
Les Manchester Phoenix sont un club de hockey sur glace de Manchester en Angleterre. Il évolue dans le Championnat du Royaume-Uni de hockey sur glace.

## Historique
Le club est créé en 2003 à la suite de la disparition du Manchester Storm et s'engage dans le EIHL. Il cesse ses activités lors des deux saisons qui suivent avant de repartir en 2006-2007.

## Palmarès
- Aucun titre.

## Bilan saison par saison
| Saison    | PJ | V  | VP | D  | N | DP | BP  | BC  | Pts | Classement | Séries éliminatoires        | Entraîneur               | Capitaine    |
| --------- | -- | -- | -- | -- | - | -- | --- | --- | --- | ---------- | --------------------------- | ------------------------ | ------------ |
| 2003-2004 | 56 | 22 | -  | 25 | 8 | 1  | 140 | 155 | 53  | 6e place   | Éliminé en demi-finales     | Rick Brebant Paul Heavey | George Awada |
| 2006-2007 | 54 | 21 | 5  | 22 | - | 6  | 185 | 184 | 58  | 6e place   | Éliminé en quarts de finale | Tony Hand                | Scott Basiuk |
| 2007-2008 | 54 | 20 | 3  | 28 | - | 3  | 162 | 179 | 49  | 7e place   | Éliminé en quarts de finale | Tony Hand                | Scott Basiuk |
| 2008-2009 | 54 | 22 | 5  | 23 | - | 4  | 198 | 179 | 58  | 6e place   | Éliminé en quarts de finale | Tony Hand                | Kenton Smith |

| Saison    | PJ          | V           | VP          | D           | DP          | BP          | BC          | Pts         | Classement  | Séries éliminatoires        | Entraîneur | Capitaine      |
| --------- | ----------- | ----------- | ----------- | ----------- | ----------- | ----------- | ----------- | ----------- | ----------- | --------------------------- | ---------- | -------------- |
| 2009-2010 | 54          | 32          | 3           | 17          | 2           | 259         | 205         | 72          | 3e place    | Éliminé en demi-finales     | Tony Hand  | Luke Boothroyd |
| 2010-2011 | 54          | 37          | 5           | 8           | 4           | 258         | 156         | 88          | Champion    | Éliminé en demi-finales     | Tony Hand  | Luke Boothroyd |
| 2011-2012 | 54          | 30          | 4           | 15          | 5           | 205         | 169         | 73          | 2e place    | Finaliste                   | Tony Hand  | Luke Boothroyd |
| 2012-2013 | 54          | 26          | 7           | 18          | 3           | 220         | 184         | 69          | 3e place    | Champion                    | Tony Hand  | Luke Boothroyd |
| 2013-2014 | 54          | 19          | 6           | 13          | 2           | 232         | 157         | 80          | Champion    | Finaliste                   | Tony Hand  | Luke Boothroyd |
| 2014-2015 | 48          | 17          | 4           | 20          | 7           | 179         | 165         | 49          | 6e place    | Finaliste                   | Tony Hand  | Luke Boothroyd |
| 2015-2016 | 54          | 16          | 4           | 26          | 8           | 172         | 216         | 48          | 8e place    | Éliminé en quarts de finale | Tony Hand  | Luke Boothroyd |
| 2016-2017 | Banqueroute | Banqueroute | Banqueroute | Banqueroute | Banqueroute | Banqueroute | Banqueroute | Banqueroute | Banqueroute | Banqueroute                 | Tony Hand  | Luke Boothroyd |